# Mîhailo-Oleksandrivka, Berezivka
Mîhailo-Oleksandrivka (în ucraineană Михайло-Олександрівка) este un sat în comuna Berezivka din raionul Berezivka, regiunea Odesa, Ucraina.

## Demografie
Componența lingvistică a localității Mîhailo-Oleksandrivka
     Ucraineană (95,28%)
     Rusă (4,22%)
     Alte limbi (0,17%)
Conform recensământului din 2001, majoritatea populației localității Mîhailo-Oleksandrivka era vorbitoare de ucraineană (95,28%), existând în minoritate și vorbitori de rusă (4,22%).